# Escala de Borg
| Nivell | Esforç percebut    |
| ------ | ------------------ |
| 6      | repòs              |
| 7      | molt, molt lleuger |
| 8      |                    |
| 9      | molt lleuger       |
| 10     |                    |
| 11     | bastant lleuger    |
| 12     |                    |
| 13     | una mica dur       |
| 14     |                    |
| 15     | dur                |
| 16     |                    |
| 17     | molt dur           |
| 18     |                    |
| 19     | molt, molt dur     |
| 20     | esforç màxim       |

L'escala de Borg o escala de percepció de l'esforç, és una valoració numèrica de la percepció que té una persona sobre la intensitat de l'esforç que realitza durant una activitat física.
Creada el 1970 pel fisiòleg suec Gunnar Borg, originalment constava d'una escala lineal de 6 a 20, des de molt suau a molt dur, modificada el 1985 a una nova escala progressiva de 0 a 10. Encara que es tracta d'una percepció subjectiva, la definició de l'escala té una relació amb la freqüència cardíaca, la capacitat pulmonar i la fatiga muscular, considerant-se que una persona amb experiència pot calcular raonablement bé l'esforç real. Com que es tracta d'una escala personal, diferents persones poden fer un exercici físic de diferent intensitat per arribar al mateix nivell de l'escala.

## Escala de 6 a 20
Com que la freqüència cardíaca d'una persona jove sana varia entre 60 i 200 pulsacions per minut, Borg va dissenyar l'escala de 6 a 20 com una correspondència amb la freqüència cardíaca. Aquesta correspondència s'ha posat en qüestió, ja que és molt variable. Això no obstant, s'ha fet una correspondència amb la freqüència cardíaca màxima, que és variable segons diferents factors. Es considera que un 70% de la freqüència cardíaca màxima correspon al nivell 13 o 14 de l'escala, i el 100% al nivell 20.
A nivell orientatiu, la descripció es correspon segons el tipus d'exercici:
- 7 a 10: exercici molt lleuger; per exemple caminar durant alguns minuts.
- 11 a 14: exercici moderat, sense problema per continuar. És l'exercici aeròbic adequat per a persones sedentàries sanes o amb més precaució per a persones amb patologies cardiovasculars o metabòliques.[4]
- 15 a 18: exercici molt intens, amb percepció de molt dur i cansat; per continuar caldria forçar l'activitat.
- 19 o 20: exercici màxim; normalment l'exercici més extenuant que un pot fer.

## Escala de 0 a 10
| 0   | repòs              |
| 0,5 | molt, molt lleuger |
| 1   | molt lleuger       |
| 2   | lleuger            |
| 3   | moderat            |
| 4   | una mica dur       |
| 5   | dur                |
| 6   |                    |
| 7   | molt dur           |
| 8   |                    |
| 9   |                    |
| 10  | molt, molt dur     |

El 1985, Borg va fer una nova escala modificada, amb valors de 0 a 10. Aquesta nova escala és progressiva per valorar els canvis d'esforç amb índex elevats, ja que persones més exercitades són més sensibles a les percepcions.